# Миша. Первое Плавание
Миша. Первое плавание — первый российский компьютерный CGI-мультфильм. Был создан в 1993 году студией «Альбатрос» по заказу новосибирской фирмы «Частное производственное предприятия „МИША“». Мультфильм посвящён Комитету по рыболовству Российской Федерации.

## Сюжет
Раннее утро. На берегу моря стоит одинокая избушка, в которой медведь в тельняшке строит корабль (можно заметить в начале по тряске избушки). Медведь выводит корабль в открытое море, выкатывая с колес и разбивая об него бутылку с шампанским. Осколки от бутылки тонут в море и случайно падают в телевизор, отключая его. Акула, смотревшая телевизор, посчитала это случайностью и включила его обратно, ударив об него своим носом. Далее медведь делает червячков из колбасы при помощи мясорубки. В это время по телевизору, который смотрела акула, показывают выпуск новостей (пародия на программу «Вести»), в котором говорилось о боеголовке в виде «акулы», способной уничтожить лазером все на своем пути. В это время из тарелки на удочку клюют рыбьи скелеты, и акула, заметив это, решает разобраться с медведем, возомнив себя той самой боеголовкой, что показали по телевизору. Однако её попытки оказались тщетными. Медведь в это время вместо рыбы случайно поймал телевизор и, просовывая руку в экран, хватает ведущего программы «Вестей», оказавшегося рыбой. Тот начинает ругаться, и медведь его бросает в воду. Однако ведущему не повезло: акула в миг съедает его. После этого она заглатывает турбину от корабля, и её уносит в небо. Акула решает расправиться с медведем. Но тот вовремя заметил её и, схватив тень, откинул в воду. Акулу сплющивает. Медведь продолжает рыбачить. Акула подлетает к лову и начинает одну за другой поедать рыбу. После чего её, растолстевшую и превратившуюся в шар, уносит в небо. В это время подлетает комар и пронзает свое жало в нос, в результате чего акула словно воздушный шар лопается. Из неё падает всё, что она за все свои годы проглатывала, начиная от рыб, разных вещиц и заканчивая сельским туалетом и китом, который из-за своего огромного веса утопил корабль. Медведь, к счастью, спасается, и затем уставший и измученный возвращается домой.
Проходит ночь. Наступает утро. Медведь выкатывает новый корабль, на этот раз не небольшой катерок, а огромный крейсер.

## Создатели
- Продюсер: Евгений Полеций
- Сценарий и режиссура: Вячеслав Радченко, Руслан Великохатный, Борис Мазурок
- Художники: Александр Черепанов, Руслан Великохатный, Вячеслав Радченко, Сергей Минаев, Борис Мазурок
- Анимация: Руслан Великохатный, Борис Мазурок, Вячеслав Радченко
- Кодирование моделей: Руслан Великохатный, Борис Мазурок, Вячеслав Радченко, Сергей Минаев, Константин Перевозчиков, Александр Черепанов, Вячеслав Княжевский
- Редактор: Александр Раппопорт
- Директор: Вячеслав Радченко
- Фильм изготовлен на системе синтеза визуальной обстановки АЛЬБАТРОС
  - Руководитель проекта: Борис Мазурок
  - Разработчики: Артур Асмус, Дмитрий Беляев, Александр Богомяков, Владимир Бурнашов, Павел Гнесюк, Сергей Власов, Владислав Вотинцев, Сергей Вяткин, Дмитрий Золотов, Александр Колесов, Борис Мазурок, Юрий Маслобоев, Константин Обертышев, Юрий Попов, Александр Рожков, Юрий Сальников, Юрий Тиссен, Сергей Чижик, Петр Унру
- Программное обеспечение — фирма «SoftLab»: Игорь Белаго, Александр Романовский, Юрий Тарасов
- Программное обеспечение — студия «Альбатрос»: Руслан Великохатный, Борис Мазурок, Константин Перевозчиков, Вячеслав Княжевский

## История создания
Мультфильм был выпущен новосибирской студией компьютерной графики «Альбатрос», использовавшей программу «Студия 90» фирмы «SoftLab-NSK». Студия ориентировочно существовала в конце восьмидесятых — середине девяностых и занималась выпуском анимационных CGI-роликов, главным образом рекламных. До «Миши» «Альбатрос» уже выпускал CGI-мультфильмы, одним из первых был «Shadow» 1991 года. Графической основой для мультфильмов послужила, по словам создателей, система визуализации для подготовки космонавтов и лётчиков. Первоначальная версия в качестве звукового сопровождения использовала композицию «Requiem» немецкой техно-группы Mysterious Art, она распространялась на лицензионных видеокассетах с мультсериалом «Ну, погоди!». В 1995-м году была выпущена вторая версия мультфильма, звуковое сопровождение к которому сделала радиостанция «Европа Плюс», в частности, были добавлены звуковые эффекты. Однако вторая версия до появления в Интернете была редкой.

## Реставрация мультфильма
В 2020 году все мультфильмы и рекламные ролики студии «Альбатрос» были отреставрированы и выложены на официальном ютуб-канале студии Альбатрос.